# أندرو ستارك
أندرو ستارك (بالإنجليزية: Andrew Stark)‏ هو مصور أسترالي، ولد في 23 يناير 1964 في سيدني في أستراليا.